# 허츠미어

허츠미어의 위치

허츠미어(영어: Hertsmere)는 잉글랜드 하트퍼드셔주에 위치한 비도시 자치구로 중심 도시는 보어럼우드이며 인구는 102,427명(2014년 기준), 면적은 101.16km2이다.